# Vaguada (geomorfología)

Vaguada o thalweg.

La vaguada es la línea que marca la parte más profunda de un valle, y es el camino por el que discurren las aguas de las corrientes naturales. En términos científicos, se utiliza también el nombre de Talweg, una voz procedente del alemán que significa «camino del valle», y que es la línea que une los puntos de menor altura en un valle o en el cauce de un río y donde la corriente, si la hay, es más rápida. 
En castellano se emplea además en su acepción meteorológica, por analogía, para designar una depresión barométrica.
En el hemisferio norte, el talweg de los ríos más caudalosos se desplaza ligera, pero consistentemente, hacia la izquierda, de acuerdo con el denominado efecto de Coriolis producido por el movimiento de rotación terrestre. En el hemisferio sur, el desplazamiento se realiza hacia la derecha. El artículo sobre dinámica fluvial explica este desplazamiento al referirse al río Apure. Y en el trazado del río Orinoco podría comprobarse que la isla Ratón se encuentra en territorio venezolano, lo que indica que el talweg pasa por el brazo izquierdo de la isla cuya orilla también izquierda, ya es territorio colombiano.
En derecho se hace referencia a la vaguada especialmente cuando se trata de fijar la línea fronteriza en un curso de agua aunque, cuando se trata de ríos divagantes, de llanuras, con numerosos meandros, puede ser problemático fijar el límite o frontera en el cauce de un río. La línea de vaguada (a veces también aparece con el nombre de talweg o thalweg, que es el nombre original en alemán) representa en el sistema hidrográfico, invertida, la aplicación del principio de las altas cumbres en el sistema orográfico.

## Etimología
Según Corominas, de la forma culta vacuada, relacionada por su raíz con el verbo evacuar, y deriva del latín vacuus que significa vacío o hueco. También se ha propuesto que derive del latín  vacare que significa vaciar o vagar, vinculado radicalmente a vacuus y agua, del latín agua.